# Belo Monte (kommun)
Belo Monte är en kommun i Brasilien.   Den ligger i delstaten Alagoas, i den östra delen av landet, 1 300 km nordost om huvudstaden Brasília. Antalet invånare är 7 032.
Omgivningarna runt Belo Monte är huvudsakligen savann. Runt Belo Monte är det ganska glesbefolkat, med 21 invånare per kvadratkilometer.